# Agnes Förster
Agnes Förster (* 1976 in Jena) ist eine deutsche Architektin und Stadtplanerin. Sie ist Professorin und Inhaberin des Lehrstuhls Planungstheorie und Stadtentwicklung an der RWTH Aachen und Gründerin und Partnerin des Büros Studio Stadt Region in München.

## Leben

### Ausbildung und Karriere
Agnes Förster studierte 1996 bis 2003 Architektur an der Technischen Universität München. Von 2000 bis 2001 absolvierte sie ein zehnmonatiges Gaststudium an der EPFL Lausanne. Nach ihrem Diplom 2003 war Agnes Förster Mitgründerin und Partnerin des Architekturbüros 4architekten in München, wo sie bis 2019 tätig war und ihr Tätigkeitsfeld den Wohnungsbau und die Stadt- und Regionalentwicklung umfasste.
Von 2010 bis 2014 promovierte sie zum Thema Planungsprozesse wirkungsvoller gestalten. Wirkungen, Bausteine, Stellgrößen kommunikativer planerischer Methoden, bei Alain Thierstein, Technische Universität München. Für ihre Dissertation erhielt sie 2014 den Promotionspreis des Bundes der Freunde der TU München sowie 2015 den Hochschulpreis der Landeshauptstadt München.
In ihrem Büro Studio Stadt Region leitet sie seit 2014 das Geschäftsfeld Stadtentwicklung.
Ihre Tätigkeit umfasst folgende Schwerpunkte:
- Wohnungsmarkt und Stadtentwicklung
- Urbane Transformation: räumliche, ökologische, soziale Fragen
- Wirkungsforschung zu kommunikativen Planungsmethoden
- Werkzeuge der Analyse, Visualisierung, Kommunikation in der Stadt- und Regionalentwicklung
- Nachhaltige Quartiersentwicklung mit räumlich- funktionalem Fokus
- Wahrnehmung und Bilder von Stadtlandschaften und Metropolregionen[5]
- Baukulturelle Prozesse und Internationale Bauausstellungen[6][7]

### Lehrtätigkeit
Agnes Förster arbeitete von 2005 bis 2015 als wissenschaftliche Mitarbeiterin am Lehrstuhl für Raumentwicklung der Technischen Universität München, wo sie in Forschung und Beratung zu den Themen Wohnungsmarkt, nachhaltige Stadt- und Regionalentwicklung sowie kommunale Planungsmethoden tätig war.
Von 2016 bis 2017 lehrte sie als Dozentin an der Hochschule München im Bachelorstudiengang Management Sozialer Innovationen und dem interdisziplinären europäischen Studiengang Master of Community Development.
Seit 2018 ist Agnes Förster Professorin für Planungstheorie und Stadtentwicklung an der Fakultät für Architektur der RWTH Aachen.
Sie ist eine von drei Organisatorinnen der Transformationsplattform Revier a, der Technischen Universität München, die sich fakultätsübergreifend mit den langfristigen Perspektiven des Strukturwandels im Rheinischen Revier beschäftigt.
Agnes Förster ist Mitbegründerin des interdisziplinären Forschungsnetzwerks Making of Housing der RWTH Aachen und Sprecherin des Graduiertenkolleg Mittelstadt als Mitmachstadt, einem Projekt, das darauf abzielt, in ausgewählten deutschen Mittelstädten Zukunftsfragen und Transformationsanliegen zu untersuchen und durch neue Formen des Stadtmachens und Mitmachens Veränderungen herbeizuführen.
Sie hat das Projekt und Veranstaltungsformat StadtFragen ins Leben gerufen, in dem Studienarbeiten verschiedener Fachrichtungen zum Thema Stadt öffentlich präsentiert und diskutiert werden. Das Forum bietet eine Plattform für jene Seminar-, Abschluss- und Entwurfsarbeiten, die sich mit dem Thema Stadt, im gesellschaftswissenschaftlichen, geisteswissenschaftlichen und künstlerischen Sinn beschäftigen.

## Mitgliedschaften
- DASL, Deutsche Akademie für Städtebau und Landesplanung
- Fachbeirat der GEWOFAG Holding GmbH
- Kuratorium der IBA’27 Stadtregion Stuttgart
- Deutscher Werkbund Bayern e.V.
- Programmausschuss Münchner Forum für Entwicklungsfragen

## Auszeichnungen
- 1996–2001: Stipendium für besonders Begabte des Freistaats Bayern
- 1999–2003: Stipendium der Studienstiftung des deutschen Volkes
- 2003: Döllgastpreis für Diplomarbeit an der Technischen Universität München
- 2008: Förderung durch die Dr. Marshall-Stiftung der Fakultät für Architektur
- 2008: Honourable Mention Gerd Albers Award
- 2013: Berberich-Preis der Fakultät für Architektur für das Forschungsprojekt Wohnungsnachfrage im Großraum München. Individuelle Präferenzen, verfügbares Angebot und räumliche Maßstabsebenen
- 2014: Promotionspreis des Bundes der Freunde der Technischen Universität München[3]
- 2015: Hochschulpreis der Landeshauptstadt München[4]

## Publikationen (Auswahl)
- mit Alain Thierstein: The image and the region: making megacity regions visible! München 2008, ISBN 978-3-03778-131-9.
- Planungsprozesse wirkungsvoller gestalten. Wirkungen, Bausteine, Stellgrößen kommunikativer planerischer Methoden. Dissertation. Technische Universität München, 2014.
- mit Constanze Ackermann, Gisela Schmitt, Frederike Hein, Antoinia Bourjau: 20 Jahre integrierte Quartiersentwicklung: Die Soziale Stadt. In: BMI-Bundesministerium des Inneren, für Bau und Heimat (Hrsg.) in Kooperation mit RWTH Aachen, Lehrstuhl für Planungstheorie und Stadtentwicklung, 2019. Artikelnummer BMI19018
- mit Andreas Bernögger und Bernadette Brunner: Wohnen jenseits des Standards: auf den Spuren neuer Wohnlösungen für ein differenziertes und bedürfnisgerechtes Wohnungsangebot. In: Wüstenrot Stiftung (Hrsg.) Ludwigsburg 2020, ISBN 978-3-96075-006-2.
- mit Gisela Schmitt: Große Quartiere: Stadt wieder im großen Maßstab planen. In: pnd – rethinking planning, 2021. DOI:10.18154/RWTH-2021-01461, ISSN 2747-3309.
- mit Martin Bangratz: Digitale Stadtmacher: Gemeinsam Stadt machen in Zeiten digitaler Transformation. In: pnd – rethinking planning, 2021. DOI:10.18154/RWTH-2021-10228, ISSN 2747-3309.
- mit Martin Bangratz und Fee Thissen: Lokale Politik und Beteiligung: neue Wege des Stadtmachens und die Rolle lokaler Politik. In: Vhw Schriftenreihe 28, 2021. ISBN 978-3-87941-819-0.
- mit Laura Brings, Lea Fischer und Fee Thissen: Transformatives Forschen trifft Stadtentwicklung: Anwendung und Lernprozesse. In: pnd – rethinking planning, 2022. DOI:10.18154/RWTH-2022-07232, ISSN 2747-3309.
- mit Robin Chang, Stefan Gärtner und Leo Kohlhaus: Produktive Prozesse: Nachhaltiger Wandel urbaner Gewerbegebiete. In: pnd – rethinking planning, 2023. DOI:10.18154/RWTH-2023-04038, ISSN 2747-3309.
- mit Katja Schotte: Productive Processes: REVIERa Transformationsplattform der RWTH, 2023.
- mit Laura Brings, Katharina Frieling und Moritz Maikämper: pnd – rethinking planning, 2023.